# Paradisio
Paradisio war eine belgische Eurodance-Band, die von 1994 bis 2003 aktiv war. Ihr größter Erfolg war der Song Bailando aus dem Jahr 1996.

## Bandgeschichte
Als die beiden belgischen Musikproduzenten Patrick Samoy und Luc Rigaux, die als Unity Power oder die Unitiy Mixers bekannt sind, Mitte der 90er Jahre mit der aus Spanien stammenden Sängerin Marísa García Asensio zusammentrafen, beschlossen sie, das Musikprojekt Paradisio ins Leben zu rufen. Mit einer Mischung aus Eurodance und spanischen Rhythmen und dem spanischen Gesang von Asensio gingen sie im Sommer 1995 mit der Debütsingle Un clima idéal an den Start und hatten damit ihren ersten Charthit.
Im Jahr darauf folgte die Single Bailando. Nachdem das Lied am Anfang des Jahres im französischsprachigen Teil von Belgien noch zögernd angenommen wurde, kam im Sommer dann der große Durchbruch. Ein halbes Jahr nach Charteintritt erreichte es mit Platz 8 die Höchstposition der Wallonie-Charts und in Flandern stand es fünf Wochen lang auf Platz 2. Daraufhin wurde Bailando auch in Frankreich veröffentlicht, es kam auch dort bis auf Platz 4 und verkaufte sich fast eine halbe Million Mal. Den größten Erfolg feierten Paradisio dann aber im Frühjahr und Sommer 1997 in Nordeuropa. In Schweden, Norwegen und Finnland wurde das Lied ein Nummer-eins-Hit. In Schweden wurde Bailando zu einer der erfolgreichsten Singles überhaupt und wurde mit einer Dreifachplatin-Schallplatte ausgezeichnet.
In Deutschland wurde das Lied auch ein Nummer-eins-Hit, allerdings erst 1998 in einer Coverversion des niederländischen Musikprojekts Loona, die auch in Österreich auf Platz 3 kam. Das Lied wurde danach noch mehrfach gecovert, im Jahr 2006 waren Disco Bee mit einem Discomix in Österreich auch nochmals in den Charts erfolgreich (Platz 25).
Die nächste Single von Paradisio war Bandolero, die aber im Erfolg von Bailando ein wenig unterging. Erst die folgende Veröffentlichung Vamos a la discoteca! konnte noch einmal an den großen Hit anknüpfen und erreichte im Norden die Top 10 und in Belgien und Frankreich die Top 20. Ende 1997 erschien das Album Paradisio, das aber nur mäßig erfolgreich war.
1998 verlief dann nicht mehr so gut wie die Jahre zuvor. Die Singles Dime como und Paseo fanden sich nur noch unter „ferner liefen“ und vor der Veröffentlichung vom Samba del diablo im Sommer 1999 wurde die Sängerin García Asensio durch Sandra De Gregorio ersetzt. Einen weiteren Charterfolg gab es allerdings nicht mehr, die Single Propaganda war 2000 noch ein Achtungserfolg.
Im Jahr 2003 wurde das Projekt noch einmal völlig neu aufgelegt. Produzenten waren diesmal AB Logic (Peter Gillis und Jacques Bultinck) und die Sängerin hieß Maria del Rio, aber Luz de la luna war schließlich die letzte Veröffentlichung dieses Projekts am Ende des knapp 10-jährigen Bestehens.
2009 gab es noch einmal eine Neuauflage von Bailando in einer belgischen Fernsehshow unter dem Namen Paradisio.

## Mitglieder
Sängerinnen
- Marísa Isabel García Asensio (* 1970 in Málaga, Spanien), bis 1999
- Sandra de Gregorio (* 30. Oktober 1976 in Neapel, Italien), 1999/2000
- Alexandra Reeston, 2001/2002
- Maria del Rio (* 1973 in Brüssel), 2003[2]

## Diskografie
Alben
- 1997: Paradisio
- 1999: Discoteca (Remixalbum)

Singles
- 1995: Un clima ideal
- 1996: Bailando
- 1996: Bandolero
- 1997: Vamos a la discoteca
- 1997: Dime como
- 1998: Paseo
- 1999: Samba del díablo
- 2000: La propaganda
- 2001: Vamos a la discoteca (feat. Alexandra)
- 2003: Luz de la luna
- 2009: Bailando (Me dices adiós)

## Auszeichnungen für Musikverkäufe
| Goldene Schallplatte - Finnland - 1997: für das Album Paradisio - Norwegen - 1998: für die Single Vamos a la discoteca - Schweden - 1997: für die Single Vamos a la discoteca | 2× Platin-Schallplatte - Norwegen - 1997: für die Single Bailando 3× Platin-Schallplatte - Schweden - 1997: für die Single Bailando |

Anmerkung: Auszeichnungen in Ländern aus den Charttabellen bzw. Chartboxen sind in ebendiesen zu finden.
| Land/RegionAuszeichnungen für Musikverkäufe (Land/Region, Auszeichnungen, Verkäufe, Quellen) | Gold     | Platin     | Verkäufe | Quellen     |
| -------------------------------------------------------------------------------------------- | -------- | ---------- | -------- | ----------- |
| Belgien (BRMA)                                                                               | Gold1    | —          | 25.000   | ultratop.be |
| Finnland (IFPI)                                                                              | Gold1    | —          | 37.705   | ifpi.fi     |
| Norwegen (IFPI)                                                                              | Gold1    | 2× Platin2 | 50.000   | ifpi.no     |
| Schweden (IFPI)                                                                              | Gold1    | 3× Platin3 | 105.000  | ifpi.se     |
| Insgesamt                                                                                    | 4× Gold4 | 5× Platin5 |          |             |